# Falling in Love (Taleesa)
Falling in Love è un singolo di Taleesa pubblicato nel 1996.
Prodotto dai fratelli Visnadi (Livin' Joy) e scritto dalla stessa Taleesa in collaborazione con Simone Jay, uscì nell'estate del 1996, riscuotendo minor interesse in confronto ai precedenti singoli. Raggiunse comunque la 19ª posizione in Italia, classificandosi al 89 posto tra i singoli più venduti del 1996.
Ultimo singolo pubblicato in Italia da Taleesa, che da questo momento inciderà solo per il mercato estero.